# آلبرت ری
آلبر ری (انگلیسی: Albert Ray؛  ‏۲۸ اوت ۱۸۹۷ – ۵ فوریهٔ ۱۹۴۴) بازیگر، کارگردان، و فیلم‌نامه‌نویس اهل ایالات متحده آمریکا بود.
از فیلم‌هایی که وی در آن نقش داشته‌است، می‌توان به فریادی در شب و مهمان سیزدهم اشاره کرد.